# Extreme Rules (2016)
Extreme Rules (2016) là một sự kiện pay-per-view đấu vật chuyên nghiệp và sự kiện WWE Network tổ chức bởi WWE, diễn ra vào ngày 22 tháng 5 năm 2016, tại Trung tâm Prudential ở Newark, New Jersey. Đây là sự kiện Extreme Rules thứ 8.
Trong sự kiện diễn ra 8 trận đấu, một trận diễn ra ở pre-show. Trong sự kiện chính, Roman Reigns đánh bại AJ Styles trong trận Extreme Rules match để giành lại đai WWE World Heavyweight Championship, trước khi Seth Rollins trở lại sau chấn thương và tấn công Reigns. Sự kiện đã nhận được các bài đánh giá từ hỗn hợp đến tích cực, với lời khen trực tiếp đến trận Intercontinental Championship four-way và sự kiện chính WWE World Heavyweight Championship match.

## Kết quả
| #                                                                                     | Kết quả | Thể loại | Thời gian |
| ------------------------------------------------------------------------------------- | --- | --- | --------- |
| 1P                                                                                    | Baron Corbin đánh bại Dolph Ziggler                                                                                        | No Disqualification match | 7:07      |
| 2                                                                                     | Gallows and Anderson đánh bại The Usos (Jey Uso and Jimmy Uso)                                                             | Tornado tag team match | 8:37      |
| 3                                                                                     | Rusev (cùng với Lana) đánh bại Kalisto (c) by submission                                                                   | Đấu đơn tranh đai WWE United States Championship                                                                                         | 9:31      |
| 4                                                                                     | The New Day (Big E và Xavier Woods) (c) (cùng với Kofi Kingston) đánh bại The Vaudevillains (Aiden English và Simon Gotch) | Tag team match tranh đai WWE Tag Team Championship                                                                                       | 6:20      |
| 5                                                                                     | The Miz (c) (cùng với Maryse) đánh bại Cesaro, Kevin Owens, and Sami Zayn                                                  | Fatal 4-Way match tranh đai WWE Intercontinental Championship                                                                            | 18:18     |
| 6                                                                                     | Dean Ambrose đánh bại Chris Jericho                                                                                        | Asylum match | 26:21     |
| 7                                                                                     | Charlotte (c) đánh bại Natalya                                                                                             | Submission match tranh đai WWE Women's Championship Had Ric Flair disregarded his ban from ringside, Charlotte would have lost her title | 9:30      |
| 8                                                                                     | Roman Reigns (c) đánh bại AJ Styles                                                                                        | Extreme Rules match tranh đai WWE World Heavyweight Championship                                                                         | 22:13     |
| - (c) – chỉ người vô địch bước vào trận đấu - P – chỉ trận đấu diễn ra trong pre-show | | |           |

### Bảng đấu Giải Đồng đội
|  | First round Raw (4/11) SmackDown (4/14)           | First round Raw (4/11) SmackDown (4/14)           | First round Raw (4/11) SmackDown (4/14) |                   |                   | Semifinals Raw (4/18) | Semifinals Raw (4/18) | Semifinals Raw (4/18) |  |  | Final Payback | Final Payback | Final Payback |  |
|  |                                                   |                                                   |                                         |                   |                   |                       |                       |                       |  |  |               |               |               |  |
|  | The Usos                                          | The Usos                                          | Pin                                     |                   |                   |                       |                       |                       |  |  |               |               |               |  |
|  | The Usos                                          | The Usos                                          | Pin                                     |                   |                   |                       |                       |                       |  |  |               |               |               |  |
|  | The Social Outcasts (Curtis Axel và Heath Slater) | The Social Outcasts (Curtis Axel và Heath Slater) | 04:16                                   |                   |                   |                       |                       |                       |  |  |               |               |               |  |
|  | The Social Outcasts (Curtis Axel và Heath Slater) | The Social Outcasts (Curtis Axel và Heath Slater) | 04:16                                   |                   | The Usos          | The Usos              | 03:26                 |                       |  |  |               |               |               |  |
|  |                                                   |                                                   |                                         |                   | The Usos          | The Usos              | 03:26                 |                       |  |  |               |               |               |  |
|  |                                                   |                                                   | The Vaudevillains                       | The Vaudevillains | Pin               |                       |                       |                       |  |  |               |               |               |  |
|  | Goldango (Goldust và Fandango)                    | Goldango (Goldust và Fandango)                    | The Vaudevillains                       | The Vaudevillains | Pin               | 02:01                 |                       |                       |  |  |               |               |               |  |
|  | Goldango (Goldust và Fandango)                    | Goldango (Goldust và Fandango)                    |                                         |                   |                   |                       |                       |                       |  |  |               |               |               |  |
|  | The Vaudevillains                                 | The Vaudevillains                                 | Pin                                     |                   |                   |                       |                       |                       |  |  |               |               |               |  |
|  | The Vaudevillains                                 | The Vaudevillains                                 | Pin                                     |                   | The Vaudevillains | The Vaudevillains     | No-contest/TKO        |                       |  |  |               |               |               |  |
|  |                                                   |                                                   |                                         |                   |                   |                       |                       |                       |  |  |               |               |               |  |
|  |                                                   |                                                   | Enzo and Cass                           | Enzo and Cass     | 03:58             |                       |                       |                       |  |  |               |               |               |  |
|  | Enzo and Cass                                     | Enzo and Cass                                     | Enzo and Cass                           | Enzo and Cass     | 03:58             | Pin                   |                       |                       |  |  |               |               |               |  |
|  | Enzo and Cass                                     | Enzo and Cass                                     |                                         |                   |                   |                       |                       |                       |  |  |               |               |               |  |
|  | The Ascension                                     | The Ascension                                     | 04:20                                   |                   |                   |                       |                       |                       |  |  |               |               |               |  |
|  | The Ascension                                     | The Ascension                                     | 04:20                                   |                   | Enzo and Cass     | Enzo and Cass         | Pin                   |                       |  |  |               |               |               |  |
|  |                                                   |                                                   |                                         |                   | Enzo and Cass     | Enzo and Cass         | Pin                   |                       |  |  |               |               |               |  |
|  |                                                   |                                                   | The Dudley Boyz                         | The Dudley Boyz   | 08:33             |                       |                       |                       |  |  |               |               |               |  |
|  | The Lucha Dragons                                 | The Lucha Dragons                                 | The Dudley Boyz                         | The Dudley Boyz   | 08:33             | 03:04                 |                       |                       |  |  |               |               |               |  |
|  | The Lucha Dragons                                 | The Lucha Dragons                                 |                                         |                   |                   |                       |                       |                       |  |  |               |               |               |  |
|  | The Dudley Boyz                                   | The Dudley Boyz                                   | Pin                                     |                   |                   |                       |                       |                       |  |  |               |               |               |  |

## Nhân sự trên màn ảnh khác
| Bình luận viên - Michael Cole (Main show) - John Bradshaw Layfield (Main show) - Byron Saxton (toàn bộ trận) - Mauro Ranallo (Pre-show) - Carsten Schaefer (tiếng Đức) - Sebastian Hackl (tiếng Đức) - Carlos Cabrera (tiếng Tây Ban Nha) - Marcelo Rodríguez (tiếng Tây Ban Nha) Pre-show Panel - Renee Young - Booker T - Jerry Lawler - Corey Graves | Người phỏng vấn - JoJo Ring announcer - Lilian Garcia - Eden Stiles Trọng tài - Darrick Moore - Ryan Tran - John Cone - Rudy Charles - Rod Zapata - Mike Chioda |